# 所務代官
所務代官（しょむだいかん）とは、中世日本の荘園において荘園領主に代わって荘園経営の実務（所務）にあたる代官のこと。荘務代官（しょうむだいかん）とも。

## 概要
荘園の代官の中でも現地において年貢徴収など荘園に関する各種の事務などを担当した者を指した。その中には預所や雑掌などの呼称で呼ばれた者も含まれている。これに対して、訴訟（所務沙汰）などが発生した場合に荘園及び荘園領主の利益を代弁する代官を沙汰代官と称した。所務の遂行においても様々な専門知識が求められる場合もあり、1人の所務代官が複数の荘園を担当する場合もあった。南北朝時代に代官請が行われるようになると、請負代官に取って代わられるようになる。